# イヌコネクション
イヌコネクションは、ワタナベエンターテインメントに所属する日本のお笑いコンビ。

## メンバー
杉浦 元（すぎうら はじめ、1984年5月10日（40歳） - ）
ボケ担当。
東京都出身
身長168cm
特技は、他人には絶対理解出来ない文体で彼女との変わった会話を考えること。
趣味はサッカー観戦、酎ハイを飲みながら自分たちが収録されたDVDを観賞すること
好きな音楽はMr.Children。
戸川 創太（とがわ そうた、1983年1月10日（42歳） - ）
ツッコミ担当。
青森県出身。
身長157cm
特技はゲーム全般、ディベート、口喧嘩、暗記、卓球、ビールを上手に注げること、どんなに怒られても言い訳が出来ること、利きバスト（女性の胸のサイズを当てることが出来る）。
好きなアニメ、ゲームは新世紀エヴァンゲリオン、ファイナルファンタジーシリーズ、コール オブ デューティシリーズ。
趣味は映画観賞（特にSFの洋画）、ファッション研究。インターネット関連情報に詳しい。
書道5段、実用英語技能検定準2級の資格を持つ。
既婚者。同じアルバイト先で、3年の交際を経て2015年に結婚した。
お笑いをやってもいいと言っていた地元の同士と一緒に上京して来たが、その一緒に上京した人はお笑いをやる気が無くなり、二人の方向性は分かれていった。

## 来歴
二人はJR・国分寺駅の中にあるジュース店のアルバイト同士で出会い、知り合う。戸川の後に杉浦がアルバイトに入って来て、面白いと思ったことで一緒にお笑いをやろうと思うようになる。2007年4月にワタナベコメディスクールに6期生として入学（2008年3月卒業）。
なおジュース店の同僚には歌手の弓倉真も在籍していた。
結成して最初のコンビ名は「犬」（いぬ）だったが、テレビのオーディションに行った時に番組スタッフから「『犬』だと何だか分からない」と言われ、またネット検索しても動物の犬には到底かなわないとも思ったことから、「犬（イヌ）」はそのままで、杉浦が好きなMr.Childrenの曲「ラヴ コネクション」からコネクションを採り、イヌコネクションと改めた。

## 芸風
ネタはコントが多い（なお、M-1グランプリにも出場経験がある）。主に杉浦が気持ち悪いキャラ、戸川が性格悪いキャラかつ、ぞっとさせるような演技で進行して行く。
ネタのテーマは主に「もしも、日常にこんな奴がいたらキモい」というもの。杉浦演じる謎の学生「生乾木 濡彦（なまがわき ぬれひこ）」が名物キャラクターの一つで（杉浦自らがこのキャラクターについて「中学2年生で、自分は人気があると思い込んでいるが学校内のカーストでは最下位」と設定している）、『有田ジェネレーション』ではこのキャラクター名で出演している。
ネタのレパートリーには「誘拐」「人間アルファベット」「先生」「イライラ」「虫」「授業中」「学校」「護身術」「レストラン」「修学旅行 班決め」「生乾木in学校」「応援」「ラーメンのスープ」「自撮り」「メロン叩き売り」「除霊」「マッサージ機」などがある。

## 賞レース戦歴

### M-1グランプリ
| 年度（回）       | 結果      | 会場                          | 日程     | 備考         |
| ---------------- | --------- | ----------------------------- | -------- | ------------ |
| 2015年（第11回） | 1回戦敗退 | [東京] 新宿シアターモリエール | 9月25日  |              |
| 2017年（第13回） | 2回戦進出 | [東京] 雷5656会館ときわホール | 10月7日  |              |
| 2018年（第14回） | 3回戦進出 | [東京] 新宿FACE               | 10月18日 |              |
| 2019年（第15回） | 2回戦進出 | [東京] よしもと有楽町シアター | 10月20日 |              |
| 2020年（第16回） | 2回戦進出 | [東京] よしもと有楽町シアター | 10月31日 |              |
| 2021年（第17回） | 3回戦進出 | [東京] よしもと有楽町シアター | 11月02日 |              |
| 2022年（第18回） | 2回戦進出 | [東京] 雷5656会館ときわホール | 10月19日 |              |
| 2023年（第19回） | 3回戦進出 | [東京] KANDA SQUARE HALL      | 11月8日  | ラストイヤー |

### キングオブコント
| 年度（回）       | 結果         |
| ---------------- | ------------ |
| 2019年（第12回） | 準々決勝進出 |
| 2020年（第13回） | 準々決勝進出 |
| 2021年（第14回） | 1回戦敗退    |
| 2023年（第16回） | 2回戦進出    |

### その他賞レース
- 2023年 G-1グランプリ 決勝進出
- 2024年 飲むシリカPresents お笑いJACKPOT 優勝

## 出演

### テレビ
- 人志松本の○○な話（フジテレビ）- 2010年10月8日、戸川のみ[12]
- ぐるぐるナインティナイン（日本テレビ）- 2015年3月12日「おもしろ荘」
- LIFE! STAGE〜人生に捧げるコントライブ〜（NHK総合）- 2015年5月30日
- 前略、西東さん（中京テレビ放送）- 2015年5月30日
- 絶対!知るべきすちゃん（テレビ東京）- 2015年6月28日
- ZIP!（日本テレビ）- 2015年7月16日、2015年9月2日「1分動画笑」コーナー
- ツギクルもん（フジテレビ）- 2016年1月1日
- じわじわチャップリン（テレビ東京）- 2016年4月16日 - 2016年5月28日、2016年6月18日、2017年1月14日 - 2017年2月4日（2017年2月4日放送で3週勝ち抜きを果たしたため、チャンピオン大会出場へ[13][14]）
  - ぐいぐいチャップリン（テレビ東京）- 2016年9月23日
- 有田ジェネレーション（TBS）- 一時期レギュラーだったがレギュラー生き残りネタ総選挙で80点未満になりクビとなった
- 世界一短いネタ番組 15ビョーーーン（テレビ東京）- 2021年6月6日[15]

### ラジオ
- ナベラジ（ソラトニワステーションソラトニワ原宿）2016年4月23日放送[9]、2016年10月29日[16]

### ネットラジオ
- イヌ小屋[17]（stand.fm、2021年12月5日 - ） - 毎週水曜日21時から45分の生配信